# Georges Guyon (acteur)
Pour les articles homonymes, voir Georges Guyon et Guyon.
Jean Baptiste François Nicolas Georges Guyon est un acteur français né le 11 octobre 1809 à Maligny et mort le 27 octobre 1850 à Paris.

## Théâtre

### Carrière à laComédie-Française
Entrée  en 1840
Nommé 259e sociétaire en 1840
Départ en 1849
(source : Base documentaire La Grange sur le site de la Comédie-Française)
- 1840 : Mithridate de Jean Racine : Mithridate
- 1841 : Le Gladiateur d'Alexandre Soumet et Gabrielle Soumet : Origène
- 1841 : Bajazet de Jean Racine : Acomat
- 1841 : Le Bourgeois de Gand de Hippolyte Romand : Lowendegheim
- 1841 : Iphigénie de Jean Racine : Agamemnon
- 1841 : Vallia d'Isidore de Latour de Saint-Ybars : Vallia
- 1841 : La Fille du Cid de Casimir Delavigne : le Cid
- 1841 : Arbogaste de Jean-Pons-Guillaume Viennet : Théodose
- 1842 : Lorenzino d'Alexandre Dumas : Fra Leonardo
- 1842 : Frédégonde et Brunehaut de Népomucène Lemercier : Chilpéric
- 1842 : Le Fils de Cromwell d'Eugène Scribe : le général Lambert
- 1843 : Phèdre de Jean Racine : Thésée
- 1843 : Les Burgraves de Victor Hugo : Magnus
- 1843 : Ève de Léon Gozlan : Daniel
- 1843 : Tibère de Marie-Joseph Chénier : Pison
- 1844 : Catherine II de Hippolyte Romand : Orloff
- 1844 : Britannicus de Jean Racine : Burrhus
- 1845 : Guerrero ou la Trahison d'Ernest Legouvé : d'Avalos
- 1845 : Virginie d'Isidore de Latour de Saint-Ybars : Fabius
- 1845 : Jeanne de Flandre d'Hippolyte Bis : Lhermite
- 1846 : Jeanne d'Arc d'Alexandre Soumet : le père
- 1846 : La Vestale d'Élie Sauvage et Frédéric Duhomme : Valerius
- 1846 : Madame de Tencin de Marc Fournier et Eugène de Mirecourt : le comte de Riom
- 1847 : Les Vieux de la montagne d'Isidore de Latour de Saint-Ybars : Hassan
- 1847 : Robert Bruce de Pierre-François Beauvallet : Robert Bruce
- 1847 : Dom Juan ou le Festin de pierre de Molière : Dom Louis